# Stegaurach
Stegaurach è un comune tedesco di 6 841 abitanti, situato nel land della Baviera.